# Phumosia nudiuscula
Phumosia nudiuscula är en tvåvingeart som först beskrevs av Jacques-Marie-Frangile Bigot 1888.  Phumosia nudiuscula ingår i släktet Phumosia och familjen spyflugor. Inga underarter finns listade i Catalogue of Life.